# Epipsychidion epipyropis
Epipsychidion epipyropis är en insektsart som beskrevs av George Willis Kirkaldy 1906. Epipsychidion epipyropis ingår i släktet Epipsychidion och familjen dvärgstritar. Inga underarter finns listade i Catalogue of Life.